# Минс, Гардинер
Гардинер Койт Минс (иногда Минз; англ. Gardiner Coit Means; 8 июня 1896 года, Уиндем, Коннектикут — 15 февраля 1988, Виенна, Вирджиния) — экономист, профессор Гарвардского университета; соавтор — наряду с юристом Адольфом Берли — книги о корпоративном управлении «The Modern Corporation and Private Property» (1932); в период Нового курса являлся экономическим советником Франклина Рузвельта и Генри Уоллеса. Минс полагал, что при значительной доле крупных фирм в экономике, интересы её менеджмента — а не широкой общественности — на практике управляют обществом.

## Работы
- The Modern Corporation and Private Property with Adolf A. Berle (1932)
- «Industrial Prices and their Relative Inflexibility» (1935)
- Patterns of Resource Use (1938)
- The Structure of the American Economy (1939)
- Pricing Power and the Public Interest (1962)
- The Corporate Revolution in America (1962)
- «Simultaneous Inflation and Unemployment: Challenge to theory and policy» (1975)
- The Heterodox Economics of Gardiner C. Means: A Collection. M.E. Sharpe. 1992. ISBN 978-0-87332-717-6.
- A Monetary Theory of Employment 1994.